# Бронхолегеневий сегмент

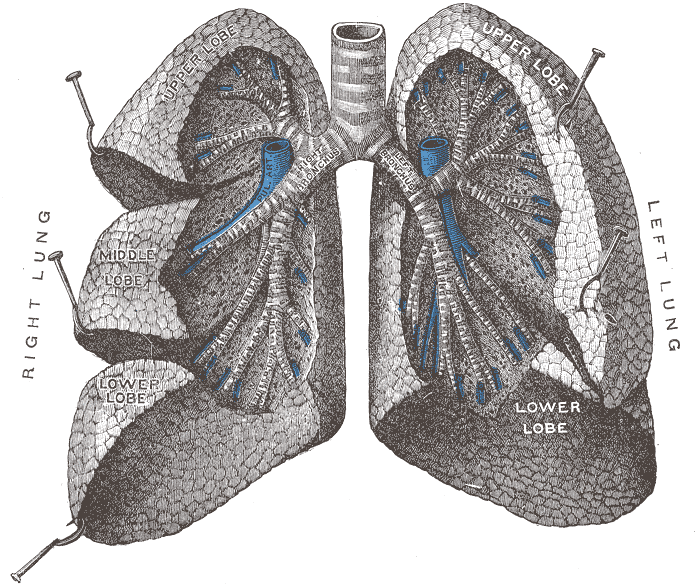
Легені людини в розрізі без легеневої тканини, щоб показати бронхіоли

Бронхолегеневий сегмент (лат. segmentum bronchopulmonale, множина segmenta bronchopulmonalia) — ділянка легеневої тканини із своїми судинами і нервами та сегментарним бронхом. У кожному сегменті виділяють кілька первинних долей.

## Анатомія
Кожний сегмент в цілому нагадує зрізаний конус, вершина якого спрямована до кореня легень, а широка основа вкрита вісцеральною плеврою. Чітких меж сегменти на поверхні плеври не мають. Сегменти утворені легеневими часточками, кількість яких у сегменті досягає приблизно 80 штук. Часточки розділені міжчасточковими сполучнотканинними перегородками.
Форма часточки нагадує неправильну піраміду з діаметром основи 0,5-2 см. У верхівку часточки входить часточковий бронх, який галузиться на 3-7 кінцевих (термінальних) бронхіол діаметром близько 0,5 мм. Їх слизова оболонка вистелена одношаровим війчастим епітелієм, між клітинами якого розташовуються секреторні клітини (Клара). Вважається, що вони забезпечують відновлення епітелію кінцевих бронхіол. Власна пластинка слизової оболонки багата на еластичні волокна, які переходять в еластичні волокна респіраторного апарату. Це забезпечує їх не спадання. Залози відсутні. Зовні є пучки міоцитів.
Функціональною одиницею легень є ацинус (їх у легенях близько 800
тисяч) — система розгалужень однієї кінцевої бронхіоли, яка ділиться на 14-16 дихальних (респіраторних) бронхіол, що утворюють до 1500 альвеолярних ходів із 20000 альвеолярних мішечків і альвеол. У одній легеневій часточці налічується 16-18 ацинусів. У людини на один альвеолярний хід припадає в середньому 21 альвеола.